# Andrzej Brzozowski
Andrzej Brzozowski (ur. 2 maja 1946 w Szubinie, 2 lutego 2012 w Warwickshire) – polski inżynier, wykładowca, menedżer. Konsul Generalny RP w Toronto (1990–1994).

## Życiorys
Absolwent Wydziału Budownictwa Lądowego Politechniki Gdańskiej (1969); w 1976 obronił doktorat.
Pracował naukowo na macierzystym wydziale w latach 1970–1990. W 1982 redaktor i kolporter oraz współzałożyciel na terenie Politechniki drukarni i podziemnego wydawnictwa Oficyna u Majstra, w kontakcie z Bogdanem Borusewiczem, Lechem Kaczyńskim i Bogdanem Lisem. Od 1986 odpowiedzialny za kontakty z Biurem „Solidarności” w Brukseli, m.in. szyfrowanie wiadomości do i od Jerzego Milewskiego, pobyt w Londynie w celu rozpoznania konfliktu wewnątrz tamtejszych „Solidarności”. W latach 1989–1990 szef Biura Zagranicznego KK.
Od 1990 do 1994 był konsulem generalnym RP w Toronto. W latach 1994–1995 prezes Stowarzyszenia Menedżerów w Polsce, 1995–2006 pracownik ABB Sp. z o.o. w Warszawie (m.in. dyr. public affairs), 2006–2008 wykładowca w Wyższej Szkole Biznesu – National-Louis University w Nowym Sączu i Akademii Obrony Narodowej, ekspert w UNDP Poland, w 2007 wykładowca w Wyższej Szkole Bankowej w Toruniu, 2008–2009 w Krajowej Szkole Administracji Publicznej w Warszawie i Wyższej Szkole Handlu i Prawa im. Ryszarda Łazarskiego w Warszawie. Od 2008 na emeryturze.
Autor wielu publikacji z zakresu biznesu i gospodarki, m.in. podręcznika Przewodnik wdrażania CSR (2009).
Miał dwójkę dzieci. Odznaczony w 2011 Krzyżem Kawalerskim Orderu Odrodzenia Polski.